# Vasily Goncharov
Vasily Goncharov (1861 – 23 de agosto de 1915) foi um diretor de cinema russo. Dirigiu o filme 1812 god (1912).